# خطاف الماء
خُطَّاف الماء أو جِراد الماء جنس من الأسماك الطائرة . زعانفها الصدرية كبيرة القد شكلها شكل الجناح تمكنها من التحليق فوق الماء وتعضدها عليه نحو الدقيقة. أشهر أنواعها خطاف المتوسط